# Valentin Paquay
Blahoslavený Valentin Paquay, O.F.M. (17. listopadu 1828, Tongeren – 1. ledna 1905, Hasselt) byl belgický katolický duchovní, člen řádu františkánů. Katolická církev jej uctívá jako blahoslaveného

## Život
Narodil se 17. listopadu 1828 v Tongerenu Henrymu a Anně Nevenové, jako pátý z 11 dětí. Jeho rodiče byli hluboce věřící, a proto děti byly vychovávány v souladu s těmito normami. Po základní škole vstoupil do školy v Tongerenu kterou měli na starost Kanovníci Svatého Augustina kde se věnoval studiu literatury. Roku 1845 byl přijat do semináře St-Trond kde studoval rétoriku a filosofii. O dva roky později mu zemřel otec a se souhlasem své matky vstoupil do Řádu menších bratří. Dne 3. října 1849 vstoupil do noviciátu v Thieltu a dne 4. října 1850 složil věčné sliby do rukou otce Ugolina Demonta, poté se věnoval dále studiu. Na kněze byl vysvěcen 10. června 1854 v Lutychu. Po vysvěcení byl poslán do Hasseltu, kde zůstal po zbytek svého života. Působil jako strážce a vikář řádu. Roku 1890 a 1899 byl jmenován provinciálem. Otec Valentin žil hlubokou františkánskou spiritualitou. Byl velmi dobrý kazatel a používal taková slova, aby mu lidé rozuměli. Byl velmi oddaný eucharistii a Nejsvětějšímu srdci Ježíšovu a měl taky velkou úctu k Panně Marii. Jako františkán ji uctíval především jako Pannu Marii Neposkvrněnou. Zemřel 1. ledna 1905 v Hasseltu.

## Beatifikace
Byl blahořečen 9. listopadu 2003 papežem sv. Janem Pavlem II.